# 楊尚文
楊尚文（1807年—1856年），字仲华，號墨林。山西靈石（今山西晋中）人。清朝藏书家。
父早亡，侍母甚孝。自稱：“吾非薄仕宦也，方事親無暇也。”以經商至富，設有典肆七十所，時人稱“富楊”，樂善好施。生平好收藏古籍字画，其中善本、秘本甚多。曾刊行有《連筠簃叢書》一百一十卷。今存世《永乐大典目录》六十卷足本。有子楊昉。